# Judo op de Olympische Zomerspelen 2012
Judo is een van de sporten die beoefend werden tijdens de Olympische Zomerspelen 2012 in Londen. De wedstrijden vonden van 28 juli tot en met 3 augustus plaats in het ExCel London.

## Kwalificatie
Aan het toernooi mochten maximaal 386 judoka's deelnemen. Het gastland mocht 14 judoka's afvaardigen. Via de kwalificatie konden 138 vrouwen en 214 mannen zich plaatsen. Na afloop van de kwalificatie periode werden er 20 judoka's aan de deelnemerslijst toegevoegd, die door Olympische tripartitecommissie, in samenspraak met de Internationale Judo Federatie (IJF), werden uitgenodigd. Namens elk NOC mocht maximaal een deelnemer in een klasse van start gaan, deze startbewijzen waren verdiend bij diverse kwalificatietoernooien.
Bij de vrouwen waren in elke gewichtsklasse de eerste 14 judoka's van de geschoonde wereldranglijst direct gekwalificeerd, bij de mannen kwalificeert de top-22 zich direct. De resterende quotaplaatsen werden via continentale kwalificatie vergeven, aan de hand van de geschoonde wereldranglijst. Afrika had 24 quotaplaatsen, Europa 25, Azië 20, Oceanië 10 en Amerika 21. Een land kon maximaal één startbewijs ontvangen via de continentale kwalificatie, de continentale bonden konden maximaal twee startbewijzen per gewichtsklasse vergeven. Peildatum van de wereldranglijst was 1 mei 2012. Na afloop van de kwalificatieperiode werden de resterende startbewijzen vergeven aan die landen die geen of weinig quotaplaatsen in de wacht hadden gesleept. In geval meerdere judoka's hoger op de wereldranglijst stonden dan respectievelijk de geschoonde nummers 14 (vrouwen) of 22 (mannen), dan bepaalde het NOC welke sporter dit startbewijs invulde.

## Programma
Judo op de Olympische Zomerspelen omvat zowel bij de mannen als de vrouwen zeven gewichtsklassen. Er waren dus veertien gouden medailles te verdelen. De wedstrijden, tot en met de kwartfinales, vonden dagelijks plaats van 10:30 tot 13:30 uur (MEZT). De halve finales, herkansingen en de finales vonden plaats van 15:00 tot 17:30 uur (MEZT).
| Gewichtsklasse | Gewichtsklasse | Juli/Augustus | Juli/Augustus | Juli/Augustus | Juli/Augustus | Juli/Augustus | Juli/Augustus | Juli/Augustus | Juli/Augustus |
| Mannen         | Vrouwen        | 28            | 29            | 30            | 31            | 1             | 2             | 3             | T             |
| -------------- | -------------- | ------------- | ------------- | ------------- | ------------- | ------------- | ------------- | ------------- | ------------- |
| tot 60 kg      | tot 48 kg      | Goud · Goud   |               |               |               |               |               |               | 2             |
| tot 66 kg      | tot 52 kg      |               | Goud · Goud   |               |               |               |               |               | 2             |
| tot 73 kg      | tot 57 kg      |               |               | Goud · Goud   |               |               |               |               | 2             |
| tot 81 kg      | tot 63 kg      |               |               |               | Goud · Goud   |               |               |               | 2             |
| tot 90 kg      | tot 70 kg      |               |               |               |               | Goud · Goud   |               |               | 2             |
| tot 100 kg     | tot 78 kg      |               |               |               |               |               | Goud · Goud   |               | 2             |
| boven 100 kg   | boven 78 kg    |               |               |               |               |               |               | Goud · Goud   | 2             |
| Totaal         | Totaal         | 2             | 2             | 2             | 2             | 2             | 2             | 2             | 14            |

## Medailles

### Mannen
| Onderdeel                   | Goud | Goud                  | Zilver | Zilver              | Brons   | Brons                                |
| --------------------------- | ---- | --------------------- | ------ | ------------------- | ------- | ------------------------------------ |
| Extra lichtgewicht [-60 kg] | RUS  | Arsen Galstjan        | JPN    | Hiroaki Hiraoka     | BRA UZB | Felipe Kitadai Rishod Sobirov        |
| Halflichtgewicht [-66 kg]   | GEO  | Lasha Shavdatuashvili | HUN    | Miklós Ungvári      | KOR JPN | Cho Jun-ho Masashi Ebinuma           |
| Lichtgewicht [-73 kg]       | RUS  | Mansoer Isajev        | JPN    | Riki Nakaya         | FRA MGL | Ugo Legrand Nyam-Ochir Sainjargal    |
| Halfmiddengewicht [-81 kg]  | KOR  | Kim Jae-bum           | GER    | Ole Bischof         | RUS CAN | Ivan Nifontov Antoine Valois-Fortier |
| Middengewicht [-90 kg]      | KOR  | Song Dae-nam          | CUB    | Asley Gonzalez      | GRE JPN | Ilias Iliadis Masashi Nishiyama      |
| Halfzwaargewicht [-100 kg]  | RUS  | Tagir Chaiboelajev    | MGL    | Tuvshinbayar Naidan | NED GER | Henk Grol Dimitri Peters             |
| Zwaargewicht [+100 kg]      | FRA  | Teddy Riner           | RUS    | Alexander Mikhaylin | BRA GER | Rafael Silva Andreas Tölzer          |

### Vrouwen
| Onderdeel                   | Goud | Goud            | Zilver | Zilver           | Brons   | Brons                               |
| --------------------------- | ---- | --------------- | ------ | ---------------- | ------- | ----------------------------------- |
| Extra lichtgewicht [-48 kg] | BRA  | Sarah Menezes   | ROU    | Alina Dumitru    | HUN BEL | Éva Csernoviczki Charline Van Snick |
| Halflichtgewicht [-52 kg]   | PRK  | An Kum-ae       | CUB    | Yanet Bermoy     | ITA FRA | Rosalba Forciniti Priscilla Gneto   |
| Lichtgewicht [-57 kg]       | JPN  | Kaori Matsumoto | ROU    | Corina Căprioriu | USA FRA | Marti Malloy Automne Pavia          |
| Halfmiddengewicht [-63 kg]  | SLO  | Urška Žolnir    | CHN    | Xu Lili          | FRA JPN | Gévrise Émane Yoshie Ueno           |
| Middengewicht [-70 kg]      | FRA  | Lucie Décosse   | GER    | Kerstin Thiele   | COL NED | Yuri Alvear Edith Bosch             |
| Halfzwaargewicht [-78 kg]   | USA  | Kayla Harrison  | GBR    | Gemma Gibbons    | BRA FRA | Mayra Aguiar Audrey Tcheuméo        |
| Zwaargewicht [+78 kg]       | CUB  | Idalys Ortíz    | JPN    | Mika Sugimoto    | GBR CHN | Karina Bryant Wen Tong              |

## Medaillespiegel
| Plaats | Land             | NOC    | Goud | Zilver | Brons | Totaal |
| ------ | ---------------- | ------ | ---- | ------ | ----- | ------ |
| 1      | Rusland          | RUS    | 3    | 1      | 1     | 5      |
| 2      | Frankrijk        | FRA    | 2    | 0      | 5     | 7      |
| 3      | Zuid-Korea       | KOR    | 2    | 0      | 1     | 3      |
| 4      | Japan            | JPN    | 1    | 3      | 3     | 7      |
| 5      | Cuba             | CUB    | 1    | 2      | 0     | 3      |
| 6      | Brazilië         | BRA    | 1    | 0      | 3     | 4      |
| 7      | Verenigde Staten | USA    | 1    | 0      | 1     | 2      |
| 8      | Georgië          | GEO    | 1    | 0      | 0     | 1      |
| 8      | Noord-Korea      | PRK    | 1    | 0      | 0     | 1      |
| 8      | Slovenië         | SLO    | 1    | 0      | 0     | 1      |
| 11     | Duitsland        | GER    | 0    | 2      | 2     | 4      |
| 12     | Roemenië         | ROU    | 0    | 2      | 0     | 2      |
| 13     | China            | CHN    | 0    | 1      | 1     | 2      |
| 13     | Groot-Brittannië | GBR    | 0    | 1      | 1     | 2      |
| 13     | Hongarije        | HUN    | 0    | 1      | 1     | 2      |
| 13     | Mongolië         | MGL    | 0    | 1      | 1     | 2      |
| 17     | Nederland        | NED    | 0    | 0      | 2     | 2      |
| 18     | België           | BEL    | 0    | 0      | 1     | 1      |
| 18     | Canada           | CAN    | 0    | 0      | 1     | 1      |
| 18     | Colombia         | COL    | 0    | 0      | 1     | 1      |
| 18     | Griekenland      | GRE    | 0    | 0      | 1     | 1      |
| 18     | Italië           | ITA    | 0    | 0      | 1     | 1      |
| 18     | Oezbekistan      | UZB    | 0    | 0      | 1     | 1      |
| Totaal | Totaal           | Totaal | 14   | 14     | 28    | 56     |